# Санчес, Улисес
Улисес Бенхамин Санчес Скотта (исп. Ulises Benjamín Sánchez Scotta; род. 26 июня 1998, Рио-Сегундо, Кордова) — аргентинский футболист, вингер клуба «Бельграно».

## Клубная карьера
Санчес — воспитанник клуба «Бельграно». 16 ноября 2019 года в матче против против «Атлетико Альварадо» он дебютировал в Примера B Насьональ. 28 декабря 2020 года в поединке против «Нуэва Чикаго» Улисес забил свой первый гол за «Бельграно». В 2022 году игрок помог клубу выйти в элиту. 30 января 2023 года в матче против «Расинга» из Авельянеды он дебютировал в аргентинской Примере.